# アーレス (イタリア)
アーレス（イタリア語: Ales）は、イタリア共和国サルデーニャ州オリスターノ県にある、人口約1,400人の基礎自治体（コムーネ）。
アーレスは中世以来の歴史を持つ司教座都市で、大聖堂 (Ales Cathedral (Sardinia)) は町のシンボルとなっている。マルクス主義思想家アントニオ・グラムシはこの町の出身である。

## 名称
イタリア語以外では以下の名称を持つ。
- サルデーニャ語: Abas

## 地理

### 位置・広がり
オリスターノ県南部に位置する。

#### 隣接コムーネ
隣接するコムーネは以下の通り。
- パーウ - 北
- ヴィッラ・ヴェルデ - 北
- ウゼッルス - 北東
- アルバジャーラ - 北東
- ゴンノズノ - 東
- クルクーリス - 南
- モルゴンジョーリ - 南西
- マッルービウ - 西
- サンタ・ジュスタ - 北西
- パルマス・アルボレーア - 北西

### 地勢
Arci山の東麓に位置する。

## 人物

### 著名な出身者
- アントニオ・グラムシ - マルクス主義思想家。
- フェルナンド・アッツォーリ（英語版） - ボクシング選手、オリンピック金メダリスト。